# Bolotninsky (huyện)
Huyện Bolotninsky (tiếng Nga: ? райо́н) là một huyện hành chính tự quản (raion), của Tỉnh Novosibirsk, Nga. Huyện có diện tích 3171 km². Trung tâm của huyện đóng ở Bolotnoye.